# Odonturus dentatus
Odonturus dentatus là một loài bọ cạp nhỏ bản địa Đông Phi ở Kenya, Somalia và Tanzania ở Đông Phi. Loài này chủ yếu được tìm thấy trong thảo nguyên ấm áp nhưng không quá khô, nơi chúng sinh sống dưới các hốc đá, gỗ và các vật trên mặt đất khác.